# Чикапа (аэропорт)
Международный аэропорт Чикапа (фр. Aéroport de Tshikapa) (ИАТА: TSH, ИКАО: FZUK) — расположен в 3 км к северу от города Чикапа, провинция Касаи, на юго-западе Демократической Республики Конго. Самая высокая точка в этом районе имеет высоту 567 метров и находится в 1,6 км к югу от аэропорта Чикапа.

## Авиакомпании и направления
| Linia Lotnicza | Kierunek        |
| -------------- | --------------- |
| Malift Air     | Киншаса-Н’джили |

## Аварии и инциденты
В 1988 году турбовинтовой авиалайнер Vickers Viscount 9Q-CTS компании Filair был поврежден и не подлежал экономическому ремонту в результате аварии при посадке.